# 藤井常世
藤井 常世（ふじい とこよ、女性、1940年12月3日 - 2013年10月30日）は、日本の歌人。

## 略歴
折口信夫門下の歴史学者・藤井貞文の娘として東京都に生まれる。弟は藤井貞和。「常世」は本名で、折口が名付け親。國學院大學文学部文学科卒業。香川進の歌誌『地中海』を経て、1972年岡野弘彦の歌誌『人』創刊に参加。1993年『笛の会』を結成、代表となる。現代歌人協会会員。2002年「NHK歌壇」選者。2013年10月30日、急性心不全のため死去。72歳没。

## 著書
- 『紫苑幻野 藤井常世歌集』短歌新聞社 1976
- 『草のたてがみ 歌集』不識書院 1980
- 『現代短歌の十二人』共著 雁書館 1984
- 『氷の貌 歌集』不識書院 1989
- 『繭の歳月 藤井常世歌集』砂子屋書房 1992
- 『鑑賞・現代短歌 9 前登志夫』本阿弥書店 1993
- 『九十九夜 歌集』砂子屋書房 1999
- 『画布 藤井常世歌集』短歌新聞社 1999 現代女流短歌全集
- 『歌の明日へ』柊書房 2002
- 『文月 歌集』柊書房 2004
- 『父と子猫 歌よみの綴りし思いのかずかず』角川書店 2006
- 『夜半楽 藤井常世歌集』2006 角川短歌叢書
- 『短歌の〈文法〉 歌あそび言葉あそびのススメ NHK短歌』日本放送出版協会 2010
- 『藤井常世歌集 現代歌人文庫』砂子屋書房 2012
- 『歌集 鳥打帽子』砂子屋書房 2013